# Gaspare Gabellone
Gaspare Gabellone, anche Caballone, Cabelone, Gabbelone e Gabaldone (Napoli, 12 aprile 1727 – Napoli, 22 marzo 1796), è stato un compositore italiano, figlio di Michele Caballone.
La diversità del cognome dal padre Caballone è dovuta alla preferenza di Gaspare nell'usare la variante Gabellone per identificarsi. Egli studiò musica a partire dal 1738 presso il Conservatorio di Santa Maria di Loreto a Napoli, dove studiò canto e composizione sotto l'insegnamento di Francesco Durante. Intraprese l'attività di operista a partire dal 1757, componendo e mettendo in scena alcune opere buffe al Teatro Nuovo della città partenopea. Dal 1780 si dedicò esclusivamente alla composizione di musica sacra, genere nel quale acquisì notevole successo tra i contemporanei. Tra gli altri suoi lavori che si ricordano vi è sicuramente la cantata per soprano Qui del Sebeto in riva, composta nel 1769 per festeggiare il compleanno della regina Carolina.

## Composizioni

### Musica secolare
- La sposa bizzarra (opera buffa, libretto di P. Squalletti, autunno 1757, Teatro Nuovo, Napoli)
- La giocatrice bizzarra (opera buffa, libretto di Antonio Palomba, primavera 1764, Teatro Nuovo, Napoli; in collaborazione con Giacomo Insanguine)
- Qui del Sebeto in riva (cantata per soprano commissionata per celebrare il compleanno della regina Maria Carolina d'Austria, 1769)
- Altre arie e cantate (Se il tenero mio core, Temea Licida amante, Aria di soprano con oboe e voce obbligata)

### Musica sacra
- Giacobbe in Egitto (oratorio, 1780, Cava)
- Gesù Crocifisso (oratorio, libretto di G. Gigli, 1781, Napoli)
- Gesù deposto dalla Croce (oratorio, 1786, Roma e Bologna, S. Maria della Morte, 1787)
- Antioco (oratorio, 1787, Faenza)
- La deposizione della Croce e sepoltura del Redentore (oratorio, 1787, Bologna)
- Gesù deposto dalla Croce e poi sepolto (oratorio, 1797, Napoli)
- 2 Christus e Miserere
- 4 Tantum ergo
- Passione per il Venerdì Santo (1756)
- Passione per il Venerdì Santo (data sconosciuta)
- Inno per il glorioso Patriarca San Giuseppe
- Passione per la Domenica delle Palme e il Venerdì Santo
- Messa di Requiem (perduta)
- Messa in la maggiore

### Musica strumentale
- 12 fughe (1785)
- 2 fughe
- Sinfonia
- Ouverture
- Concerto in Fa maggiore per mandolino e archi
- Concerto in Do maggiore per oboe e archi